# Требовяне

Расположение силезских племëн в IX и X веках

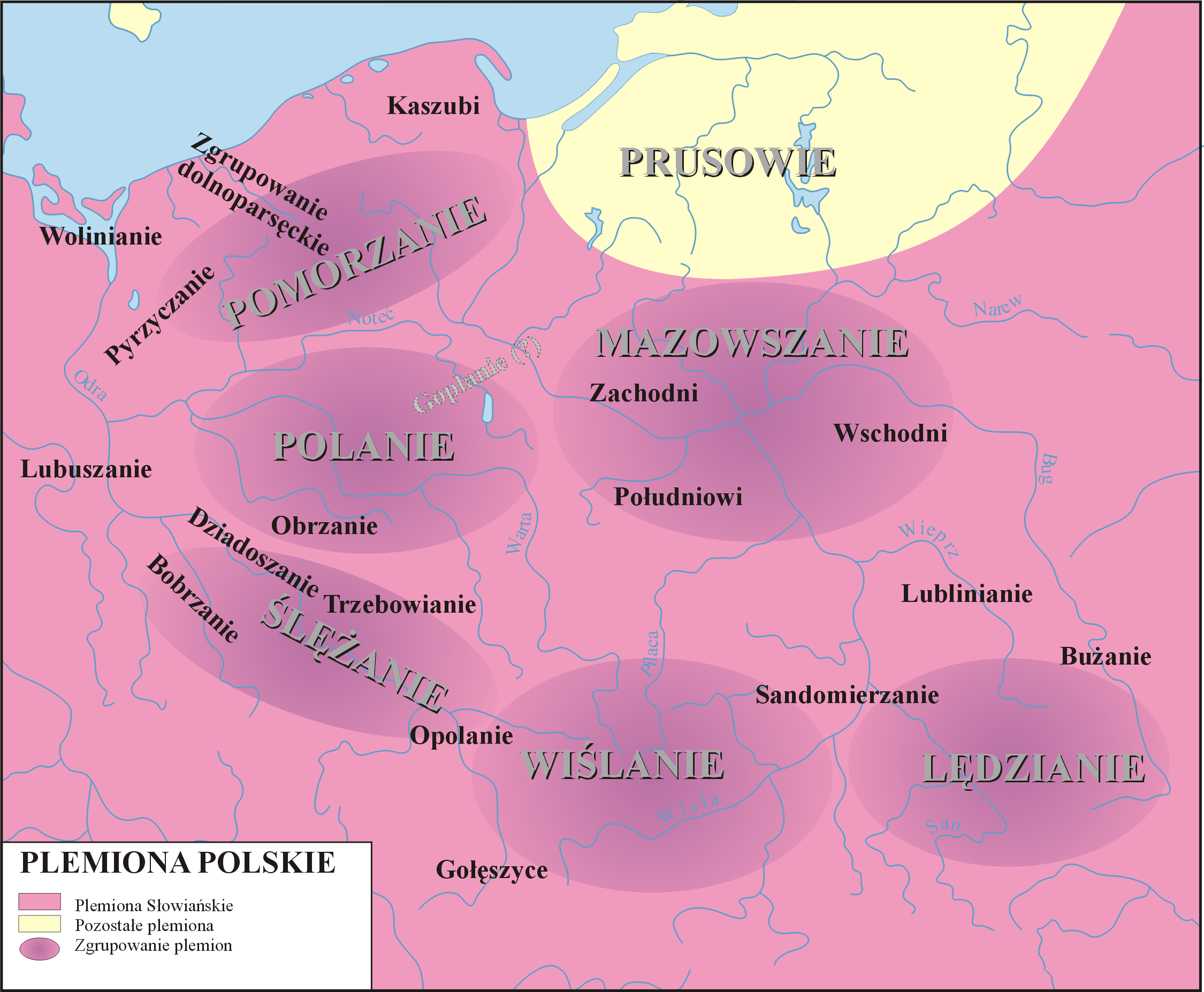
Карта, показывающая примерные территории польских племён по данным Славомира Моздзёха из Опольского университета

Требовяне (лат. Trebouane;  чеш. Třebované) — западнославянское племя из группы лехитов, проживавшие в Нижней Силезии, между слезанами на востоке и бобрянами на западе. В честь племени назван город Тшебница. По землям племени протекали реки Ниса Салона и Качава.

## Расселение
Считается, что требовяне занимали земли, ограниченные на севере болотами и ольшаниками, образованными рекой Шпротавой и холмами Тшебницы. На западе граница проходила по линии холмов к востоку от Бубра, за которыми жили бобряне. Река Быстрица и её притоки проходили по территории расселения сленжан и требовян, далее восточная граница племенной земли шла от среднего течения этой реки на юг к восточным склонам Совьих гор. Предположительно, земли Еленягурского бассейна до окрестностей Львувека Силезского также принадлежали требовянам.
Явор и Легница, построенные в центре земель племени, были наиболее важными городами требовян.
Существует также малопопулярная гипотеза, что места, упомянутые в документах как земли тшебовцев IX—X веков, располагались не севернее Сленжан (сегодняшние окрестности Тшебницы), а южнее Судетской гряды в окрестностях чешского города Ческа, Тршебова и Моравска-Тршебова .
Предполагается, что чешское племя, населявшее эти земли, жило отдельно и не имело связей с требовянами из областей Ниса Салона и Качава, либо некоторые из требовян были перевезены в качестве военнопленных в Богемию во время вторжения в Польшу чешского князя Бржетислава в 1039 году.

## Этимология
Вопросу о возможной локализации племени не способствует высокое распространение топонимов с корнем Třeb- в Чехии:
- Тржебаржов;
- Тржебчин;
- Тршебеловице;
- Тржебенице;
- Тршебетице
- Тршебетин;
- Тршебич;
- Тршебохостице;
- Тршебомыслице;
- Тршебова;
- Тршебоваржов;
- Тржебаржов[2];

и в Польше:
- Тшебница;
- Тшебеж;
- Тшебень;
- Тшебятув;
- Тшебешовице;
- Тшебель;
- Тшебелино;
- Тшебиня;
- Тшемятково;
- Тшебяткова;
- Тшебешув.

Некоторые топонимы с компонентом *třěb- происходят от личных имён, например. Třěbihost/Třěbohost (*Trěbo + gostъ) (ср. пол. Trzebowit, Trzebiesław, Trzebiemir, Trzebiak и др.) — эти имена восходят к праславянскому глаголу *terbiti «чистить (лес), вырубать», что может быть связано с праиндоевропейским *treb- («жить, устраиваться, балка, дом, дача»).
Помимо современного значения trzebić (Trzebowianie те, кто расчищает лес, чтобы заселить его), принимается во внимание на более раннее славянское значение třeba/trebo как дохристианской «жертвы». Уже Александр Брюкнер выводил от корня trzeb слово trzebić в смысле языческого жертвоприношения (obiata, нужно), читающегося в капитуле Падерборна с 785 года. Любор Нидерле утверждал, что славяне использовали для жертвоприношений название «треба», происходящее от слова «требити» — которое должно было означать «приносить в жертву», и «требисте» — «жертвенник».